# Петер Марки-Заи
Петер Марки-Заи (мађ. Márki-Zay Péter; Ходмезевашархељ, 9. мај 1972) мађарски је политичар, економиста, инжењер и историчар који тренутно врши функцију градоначелника Ходмезевашархеља од 2018. године. Након победе у другом кругу прелиминарних избора унутар опозиције 17. октобра 2021. године, изабран је за кандидата уједињене опозиције која се супротставила премијеру Виктору Орбану на парламентарним изборима одржаним 2022. године.

## Рефенце
1. ↑  „Mađarska opozicija izabrala zajedničkog protivkandidata Orbanu - Svet - Dnevni list Danas” (на језику: српски). Приступљено 2021-11-14.
2. ↑  „Може ли овај човек да сруши Виктора Орбана”. BBC News на српском (на језику: српски). 2021-10-19. Приступљено 2021-11-14.